# 魔物獵人系列
魔物獵人是日本電子遊戲公司卡普空所推出的動作角色扮演遊戲系列。本系列以狩猎巨龍與巨獸为賣點，并简化剧情内容以及次要怪物战斗。常略稱為「MH」，在香港亦常稱為「芒亨」，在臺灣則常稱爲「萌夯」。
魔物獵人系列獨特的部位破壞與四人連線共同討伐巨大怪物的特性蔚為風潮，發展為系列作一貫的風格特色。

## 概要
玩家在遊戲中要扮演職業為獵人的角色，使用各種各具特色的武器，接受各種類型的討伐任務並收集各種素材。遊戲的目的就是利用任務報酬，或是自己採集及報酬的素材不斷的強化自己的裝備及武器，逐漸的向更高難度的任務挑戰。
需要注意的是玩家角色並無「等級」的概念，全靠玩家自身技術精進。也就是即使穿戴了高級裝備，若玩家技術不精、抓不到狩獵訣竅，最後會以失敗收場。
魔物獵人系列的主題是狩獵。為了呼應這個主題，遊戲當中有各種各樣的生物，有溫馴的草食動物、巨大的甲蟲及許多兇猛的巨獸與巨龍，與各式各樣的自然環境，例如樹林、沙漠、沼澤、雪山、火山、樹海等。
遊戲中也收錄了許多關於這些巨大動物的「生態影片」CG動畫。「生態影片」採用類似動物紀錄片的表演方式。由於魔物獵人系列有相當獨特的世界觀，因此也衍生了不少相關的產品如小說、漫畫、玩偶、模型、廣播劇CD及集換式卡片遊戲等。村任務只限個人遊玩且難度偏低，目的為讓玩家熟悉並上手遊戲，集會所任務則是能夠多人連線遊玩，難度激增但報酬也相對豐厚。
本系列從PlayStation 2開始發售，《魔物獵人2》在PlayStation 2的銷量約63萬套，後來在以掌機間連線為賣點的PlayStation Portable上使本系列銷量大增，PlayStation Portable的《魔物獵人攜帶版3rd》累計售出了490萬套，為系列在掌機上的最高銷量，也帶動了PlayStation Portable機體的銷售。自《魔物獵人3G》開始在任天堂3DS上發行，《魔物獵人4G》銷量達396萬套，為系列在任天堂3DS平台上的最高數字。2018年2月推出的《魔物獵人：世界》在PlayStation 4以及Xbox平台登陆；2018年8月登陆PC平台。截至2019年10月，本作累计销量已经突破1400万套。
本系列為卡普空暢銷的系列作之一，截至2018年8月本系列已累計售出5000萬套。
於2018年，本系列最著名封面怪——雄火龍/利奧雷烏斯（Liolaeus/Rathalos）將以敵方頭目形式加入《任天堂明星大亂鬥 特別版》。

## 系列作品
| 中文名稱                      | 英文名稱                                                                        | 英文縮寫            | 遊戲平台                                   | 發售日期 |
| ----------------------------- | ------------------------------------------------------------------------------- | ------------------- | ------------------------------------------ | --- |
| 魔物獵人                      | Monster Hunter                                                                  | MH                  | PS2                                        | 2004年3月11日 2004年9月21日 |
| 魔物獵人G                     | Monster Hunter G                                                                | MHG                 | PS2                                        | 2005年1月20日 |
| 魔物獵人G                     | Monster Hunter G                                                                | MHG                 | Wii                                        | 2009年4月23日 |
| 魔物獵人攜帶版                | Monster Hunter Portable Monster Hunter Freedom（歐美版）                        | MHP MHF             | PSP                                        | 2005年12月1日 2006年5月12日 |
| 魔物獵人2                     | Monster Hunter 2（dos）                                                         | MH2                 | PS2                                        | 2006年2月16日 |
| 魔物獵人攜帶版2nd             | Monster Hunter Portable 2nd Monster Hunter Freedom 2（歐美版）                  | MHP2 MHF2           | PSP                                        | 2007年2月22日 2007年8月28日（歐美版）                                                                                              |
| 魔物獵人攜帶版2nd G           | Monster Hunter Portable 2nd G Monster Hunter Freedom Unite（歐美版）            | MHP2G MHFU          | PSP                                        | 2008年3月27日 2009年6月26日（歐美版）                                                                                              |
| 魔物獵人攜帶版2nd G           | Monster Hunter Portable 2nd G Monster Hunter Freedom Unite（歐美版）            | MHP2G MHFU          | iOS                                        | 2014年1月14日 |
| 魔物獵人3                     | Monster Hunter 3（tri）                                                         | MH3                 | Wii                                        | 2009年8月1日 2010年8月20日（歐美版）                                                                                               |
| 魔物獵人Frontier Online       | Monster Hunter Frontier Online                                                  | MHFO                | PC                                         | 2007年7月（日版） 2010年1月9日（台版）                                                                                             |
| 魔物獵人Frontier Online       | Monster Hunter Frontier Online                                                  | MHFO                | XBox 360                                   | 2010年6月24日（發售），2010年7月7日（正式收費）                                                                                    |
| 魔物獵人日记：暖洋洋的貓貓村  | Monster Hunter Nikki: Poka Poka Airu Mura                                       |                     | PSP                                        | 2010年8月26日 |
| 魔物獵人攜帶版3rd             | Monster Hunter Portable 3rd                                                     | MHP3                | PSP                                        | 2010年12月1日 |
| 魔物獵人攜帶版3rd HD          | Monster Hunter Portable 3rd HD Ver.                                             | MHP3HD              | PS3                                        | 2011年8月25日 |
| 魔物獵人日記：暖洋洋的貓貓村G | Monster Hunter Nikki: Poka Poka Airu Mura G                                     |                     | PSP                                        | 2011年8月10日 |
| 魔物獵人3G                    | Monster Hunter 3（tri）G Monster Hunter 3 Ultimate（歐美版）                    | MH3G MH3U（歐美版） | 3DS                                        | 2011年12月10日 2013年3月（歐美版）                                                                                                 |
| 魔物獵人3G HD                 | Monster Hunter 3 tri-G HD Monster Hunter 3 Ultimate HD Ver.（歐美版）           | MH3G HD MH3U HD     | Wii U                                      | 2012年12月8日 2013年3月（歐美版）                                                                                                  |
| 魔物獵人Frontier G            | Monster Hunter Frontier G                                                       | MHF-G               | PC                                         | 2013年4月17日（日版） 2014年10月16日刪檔封閉測試(CCB) 11月27日不刪檔封閉測試(CB) 12月4日公開測試(OB)暨正式營運(商城開放收費)(台版) |
| 魔物獵人Frontier G            | Monster Hunter Frontier G                                                       | MHF-G               | XBox 360                                   | 2013年4月17日 |
| 魔物獵人Frontier G            | Monster Hunter Frontier G                                                       | MHF-G               | PS3                                        | 2013年11月20日（日版） 2014年10月發售預定（亞洲版）                                                                                |
| 魔物獵人Frontier G            | Monster Hunter Frontier G                                                       | MHF-G               | Wii U                                      | 2013年12月11日 |
| 魔物獵人Frontier G            | Monster Hunter Frontier G                                                       | MHF-G               | PSV                                        | 2014年8月13日 |
| 魔物獵人4                     | Monster Hunter 4                                                                | MH4                 | 3DS                                        | 2013年9月14日（日版/港版/台版） 2013年12月14日（韩版）                                                                             |
| 魔物獵人4G                    | Monster Hunter 4 G Monster Hunter 4 Ultimate（歐美版）                          | MH4G MH4U（歐美版） | 3DS                                        | 2014年10月11日（日版/港版/台版） 2015年2月13日（歐美版） 2015年2月14日（澳洲版） 2015年3月26日（韩版）                             |
| 怪物猎人Online                | Monster Hunter Online                                                           | MHO                 | PC                                         | 卡普空授權腾讯游戏制作，2013年6月首测（中国大陆） 2019年12月31日停止运营                                                           |
| 魔物獵人X                     | Monster Hunter X（Cross） Monster Hunter Generations（歐美版）                  | MHX MHGen（歐美版） | 3DS                                        | 2015年11月28日（日版） 2016年7月15日（歐美版）                                                                                     |
| 魔物獵人物語                  | Monster Hunter Stories                                                          | MHST                | 3DS                                        | 2016年10月8日 |
| 魔物獵人物語                  | Monster Hunter Stories                                                          | MHST                | PC(Steam)                                  | 2024年6月14日 |
| 魔物獵人物語                  | Monster Hunter Stories                                                          | MHST                | Android iOS                                | 2017年12月，名称为Monster Hunter Stories The Adventure Begins                                                                      |
| 怪物猎人探险                  | Monster Hunter Explore                                                          | MHXR                | 手機                                       | 2015年9月4日（日版） |
| 魔物獵人Frontier Z            | Monster Hunter Frontier Z                                                       | MHF-Z               | PC XBox 360 PS3 Wii U PSV PS4              | 2016年11月9日MHF-G经过大型更新后改变为MHF-Z PS4版本于2016年11月29日上线 日版于2019年12月18日停止运营 台版于2019年12月26日停止运营  |
| 怪物猎人XX                    | Monster Hunter XX（Double Cross） Monster Hunter Generations Ultimate（全球版） | MHXX MHGU（全球版） | 3DS                                        | 2017年3月18日（日版） |
| 怪物猎人XX                    | Monster Hunter XX（Double Cross） Monster Hunter Generations Ultimate（全球版） | MHXX MHGU（全球版） | 任天堂Switch                               | 2017年8月25日（日版） 2018年8月28日（全球版）                                                                                      |
| 怪物猎人 世界                 | Monster Hunter World                                                            | MHW                 | PS4 Xbox One                               | 2018年1月26日 |
| 怪物猎人 世界                 | Monster Hunter World                                                            | MHW                 | PC                                         | 2018年8月10日，分別為Steam版本與WeGame版本                                                                                         |
| 魔物猎人 世界：冰原           | Monster Hunter World：Iceborne                                                  | MHWI                | PS4 Xbox One                               | 2019年9月6日 |
| 魔物猎人 世界：冰原           | Monster Hunter World：Iceborne                                                  | MHWI                | PC                                         | 2020年1月10日 |
| 魔物獵人 騎士                 | Monster Hunter Riders                                                           | MH-R                | 手機                                       | 2020年2月19日 |
| 魔物獵人 崛起                 | Monster Hunter Rise                                                             | MHR                 | 任天堂Switch                               | 2021年3月26日 |
| 魔物獵人 崛起                 | Monster Hunter Rise                                                             | MHR                 | PC (Steam)                                 | 2022年1月13日 |
| 魔物獵人 崛起                 | Monster Hunter Rise                                                             | MHR                 | PS4 PS5 Xbox One Xbox Series X/S PC (Xbox) | 2023年1月20日 |
| 魔物獵人物語2 ～破滅之翼～    | Monster Hunter Stories 2: Wings of Ruin                                         | MHST2               | 任天堂Switch PC PS4                        | 2021年7月9日 |
| 魔物獵人 崛起：破曉           | Monster Hunter Rise：Sunbreak                                                   | MHRS                | 任天堂Switch PC                            | 2022年6月30日 |
| 魔物獵人 Now                  | Monster Hunter Now                                                              | MHN                 | Android iOS                                | 2023年9月14日 |
| 魔物獵人 荒野                 | Monster Hunter Wilds                                                            | MHWs                | PS5 Xbox Series X/S PC                     | 2025年2月28日 |

## 電影
索尼影業發佈預告片，同名電影由曾經主演電影《惡靈古堡》的女主角蜜拉·喬娃維琪擔任主演，於2020年12月30日在美国上映。

## 外部連結
- （日語）魔物獵人官方網站 （页面存档备份，存于）
- （英文）怪物猎人系列官方网站 （页面存档备份，存于）
- （简体中文）怪物猎人Online 官方网站
- （日語） 怪物猎人4G资料(全)日本版 （页面存档备份，存于）
- （日語）魔物猎人手機版 官方網站 日本版 （页面存档备份，存于）
- （繁體中文）魔物猎人：世界 主机(PS4)版官方網站 中文版 （页面存档备份，存于）
- （繁體中文）魔物猎人：世界 PC(Steam)版官方網站 中文版 （页面存档备份，存于）